# Кинг Пауер стадион
Кинг Пауер стадион (енгл. King Power Stadium) је фудбалски стадион у Лестеру, Енглеска. Стадион носи име по Кинг Пауер-у, компанији у власништву власника клуба Вичаја Ракшријаксорна. До 2011. носио је име Вокерс стадион, по тадашњем спонзору Вокерс Криспс.
У својим раним годинама, Лестер је играо на бројним теренима, али од уласка у Фудбалску лигу 1894. су играли само на два. Први је био Филберт стрит од 1897, а данашњи Кинг Пауер стадион је дом Лестер Ситија од 2002. године. Капацитет стадиона је 32.312 седећих места.

## Историја
Од 1891. до 2002. дом Саутемптона је био стадион Филберт стрит, који је након преласка Лестер ситија на нови стадион срушен 2003. године.
У лето 2001. је почела изградња новог стадиона и до 10. октобра потврђено је да ће стадиона бити спреман за сезону 2002/03. Стадион је завршен на време у лето 2002. године, спреман да Лестер заигра на њему од сезоне 2002/03. Међутим, почетак на новом стадиону није био најбољи за њих пошто су управо испали из Премијер лиге и дуговања клуба су прелазила 30 милиона фунти.
Стадион је званично отворио 23. јула 2002. бивши играч Лестер Ситија, Гари Линекер. Он је са паром великих маказа пресекао врпцу на терену. Прва утакмица на новом стадиону је одиграна 4. августа 2002. пред око 24.000 гледалаца, то је била пријатељска против шпанског Атлетик Билбаа, утакмица је завршена резултатом 1:1, а историјски први гол је постигао играч Билбаа Тико у 59. минуту, док је изједначујући гол Џордана Стјуарта у 92. минуту био први гол Лестера на новом стадиону. Први такмичарски меч је одигран шест дана касније, када је у лигашком мечу Лестер Сити победио Вотфорд са 2:0 пред 31.022 гледалаца, а Брајан Дин је постигао оба гола. Лестер Сити је сезону 2002/03. Чемпионшипа завршио пласманом у Премијер лигу, изгубивши само два меча код куће.

## Битне утакмице
Стадион је био домаћин једног меча сениорске фудбалске репрезентације Енглеске. То је био пријатељски меч одигран 3. јуна 2003. против Србије и Црне Горе, а Енглеска је головима Стивена Џерарда и Џо Кола победила са 2:1. Одиграна су још два меча сениорских репрезентација на овом стадиону. 12. октобра 2003. су играла Јамајка и Бразил (0:1), а 29. маја 2006. Јамајка и Гана (1:4).
Фудбалска репрезентација Енглеске до 21 године је 12. октобра 2007. одиграла меч против репрезентације Србије и Црне Горе у коме је победила са 1:0.
Лестер Сити је у оквиру Нпауер купа 30. јула 2011. одиграо меч против Реал Мадрида пред рекордних 32.188 гледалаца, који се завршио победом Реала од 2:1. 
Кинг Пауер је био домаћин неколико мечева локалног рагби јунион клуба Лестер тајгерса у оквиру енглеске Премијер лиге и Хајнекен купа (најјачег европског клупског рагби јунион такмичења). Лестер тајгерси имају свој стадион, који има мањи капацитет, па су због великог интересовања ови мечеви играни на Кинг Пауер стадиону.